# Yordy Reyna
Yordy Reyna (Chiclayo, 17 september 1993) is een Peruviaans voetballer die bij voorkeur als aanvaller speelt. Hij verruilde in 2013 Alianza Lima voor Red Bull Salzburg. Die club leende hem gedurende het seizoen 2014/15 uit aan RB Leipzig.

## Clubcarrière
In maart 2011 haalde Alianza Lima Reyna bij het eerste elftal. Hij debuteerde op 27 augustus 2011 in de Primera División tegen Inti Gas Deportes. In 48 competitiewedstrijden maakte hij twaalf doelpunten voor Alianza Lima. In 2013 tekende hij een vierjarig contract bij het Oostenrijkse Red Bull Salzburg. In zijn eerste (oefen)wedstrijd voor RB Salzburg maakte hij de winnende treffer. Salzburg leende Reyna zowel in het seizoen 2013/14 als het seizoen 2014/15 uit, respectievelijk aan FC Liefering en aan SV Grödig en RB Leipzig. Bij Grödig speelde Reyna in het najaar van 2014, waarin hij in negentien competitiewedstrijden elf doelpunten maakte. Met dat aantal eindigde hij op de zesde plaats in de topscorerslijst van de Oostenrijkse Bundesliga 2014/15 en werd hij clubtopscorer.

## Interlandcarrière
Op 22 maart 2013 werd Reyna voor het eerst opgeroepen voor het Peruviaans voetbalelftal voor een WK-kwalificatiewedstrijd tegen Chili. Hij viel na 79 minuten in voor aanvoerder Claudio Pizarro. Vier dagen later startte hij in de basiself in de vriendschappelijke wedstrijd tegen Trinidad en Tobago. Hij maakte na 41 minuten zijn eerste interlanddoelpunt. Op 1 juni 2013 maakte hij zijn tweede treffer voor zijn thuisland in de oefenwedstrijd tegen Panama. Reyna speelde in totaal drie interlands in het (voor Peru onsuccesvolle) kwalificatietoernooi voor het wereldkampioenschap voetbal 2014. Op 18 november 2014 speelde hij met Peru een oefeninterland tegen Paraguay (2–1 winst). Nadat in de 67ste minuut Paolo Guerrero al van de Colombiaanse scheidsrechter Wilmar Roldán een rode kaart had gekregen, werd in de negentigste minuut ook Reyna van het veld gestuurd, tegelijkertijd met de Paraguayaan Derlis González. Door de rode kaart was Reyna geschorst voor de eerstvolgende interland, maar was hij op 3 juni 2015 weer speelgerechtigd voor de oefeninterland tegen het Mexicaans voetbalelftal (1–1) ter voorbereiding op de Copa América. Bondscoach Ricardo Gareca nam hem in mei 2015 op in de selectie voor dat toernooi, zijn eerste interlandtoernooi.

## Erelijst
Red Bull Salzburg
- Bundesliga

2016